# Dominique Pagnier
Dominique Pagnier est un poète et écrivain français, né le 24 juin 1951 à Saint-Julien-les-Villas (Aube).

## Biographie
C'est sous l'impulsion de Jean-Marie Villégier, dont il a suivi l'enseignement à l’université de Nancy, que Dominique Pagnier s’est intéressé aux scénographies des théâtres baroques et romantiques, notamment en Allemagne et en Autriche, pays où il a fait des séjours réguliers et auxquels il doit une part essentielle de son inspiration romanesque.
Si ses premiers poèmes sont publiés épisodiquement en revue à partir de 1970, ce n’est qu’en 1988 que D. Pagnier commence à collaborer régulièrement à La Nouvelle Revue française alors dirigée par Jacques Réda et pour laquelle il écrit des poèmes, des essais et des récits. En 1990 paraît son premier « vrai » recueil, Faubourg des visionnaires, aux éditions Gallimard. Encouragé par Jean Grosjean avec qui il entretient des relations suivies à partir de 1996, il rédige trois autres ensembles poétiques. Par la suite, il se consacre davantage à l’écriture de récits et de romans.
Il enseigne les Lettres dans un lycée professionnel de Troyes.

## Œuvres

### Poèmes
- 1990 : Faubourg des Visionnaires, Gallimard.
- 1994 : Les Vies simultanées, Gallimard.
- 1996 : La Faveur de l’obscurité, Gallimard (traduction allemande : Rüdiger Fischer, Der Schutz der Dunkelheit, Verlag im Wald, 2006).
- 1998 : Les Amours, Gallimard.
- 2004 : L’Accordée, Le Petit Poète illustré.
- 2009 : Fébrilité (trois poèmes mis en mélodies par le compositeur René Maillard), Delatour-France.
- 2011 : Le Général Hiver, Champ Vallon.
- 2018 : Aberrations chromatiques, Gallimard.

### Romans, récits, nouvelles
- 1997 : Les Filles de l’air (nouvelles), Le Dilettante.
- 1999 : La Vraie (récit), Gallimard.
- 2001 : Les Sœurs Clair de lune (roman), Gallimard.
- 2010 : La Diane prussienne (roman), Champ Vallon.
- 2013 : La Montre de l'amiral (roman), Alma éditeur.
- 2016 : La Muse continentale (récits), Champ Vallon.
- 2017 : Le Cénotaphe de Newton (roman), Gallimard.
- 2019 : Le Crépuscule des cantatrices (nouvelles), Fata Morgana.
- 2021 : Bleu de Poméranie (récit), Fata Morgana.

### Essais
- 1999 : « Sur Le Livre des anges de Lydie Dattas », Conférence, no 8, printemps 1999.
- 2006 : Mon album Schubert, Gallimard, coll. « L’Un et l’Autre », prix Pelléas 2007.
- 2012 : Le Royaume de Rücken, Gallimard, coll. « L’Un et l’Autre ».
- 2012 : « Pas de déesse », à propos d'Atys de Lully mis en scène par Jean-Marie Villégier, Nunc, no 28, octobre 2012.
- 2018 : L'arrière-pays de Christian Bobin (Les êtres, les lieux, les livres qui l'inspirent), L'Iconoclaste, 2018 par Dominique Pagnier (préface de Lydie Dattas ; 289 p.)
- 2022 : Diorama Nerval, illust. de Denis Pouppeville, 120 p., Fata Morgana. •  (ISBN 978-2-37792-114-0)